# Кожанов Григорій Петрович
Григорій Петрович Кожанов (нар. 1905, місто Умань, тепер Уманського району Черкаської області — 9 червня 1968, місто Донецьк) — український радянський діяч, 1-й секретар Переяслав-Хмельницького райкому КП(б)У Київської області, секретар Київського та Сталінського обкомів КПУ. Депутат Верховної Ради УРСР 2-го скликання.

## Біографія
Народився у родині робітника. Трудову діяльність розпочав у 1912 році підручним мостовика. З дванадцятирічного віку наймитував.
У 1921—1924 роках — у Червоній армії. Після демобілізації — голова сільської ради, працівник на підприємствах Цукротресту.
Член ВКП(б) з 1929 року.
Закінчив Київську вищу сільськогосподарську школу.
У 1930-х роках — заступник директора машинно-тракторної станції (МТС) із політичної частини; голова виконавчого комітету районної ради депутатів трудящих.
До 1941 року — 1-й секретар Ладиженського районного комітету КП(б)У Київської області.
З 1941 року — на політичній роботі у Червоній армії, учасник німецько-радянської війни. Після важкої контузії був демобілізований.
До 1943 року — начальник Політичного відділу машинно-тракторної станції (МТС) у Киргизькій РСР. У 1943 році — начальник Політичного відділу машинно-тракторної станції (МТС) у Смоленській області РРФСР.
У 1943 — березні 1949 року — 1-й секретар Переяслав-Хмельницького районного комітету КП(б)У Київської області.
У березні 1949 — вересні 1952 року — секретар Київського обласного комітету КП(б)У.
У 1952—1954 роках — слухач Республіканської партійної школи при ЦК КПУ.
У жовтні (затв.) 1954 — 14 вересня 1961 року — секретар Сталінського обласного комітету КПУ з питань сільського господарства.
У 1961—1964 роках — керівник групи державного контролю Ради Міністрів УРСР по Житомирській області.
У 1964—1968 роках — персональний пенсіонер, завідувач партійного архіву Донецького обласного комітету КПУ.

## Нагороди
- два ордени Леніна (23.01.1948, 26.02.1958)
- орден Вітчизняної війни 1-го ст. (1.02.1945)
- ордени
- медалі